# 크라프트지

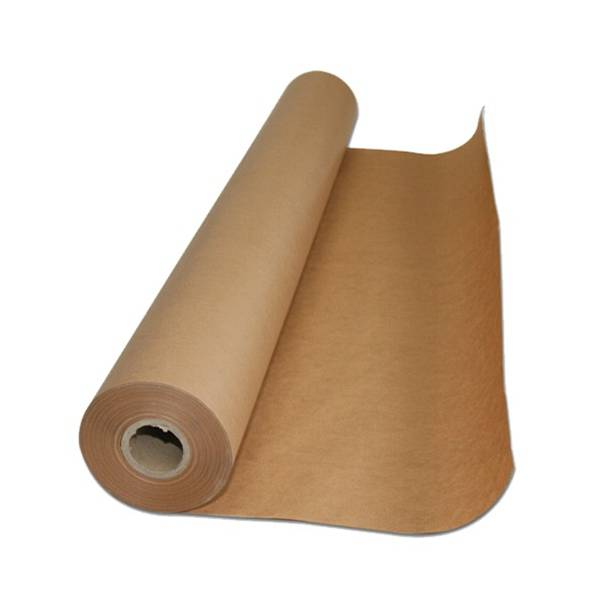
크라프트지 롤

크라프트지, 크라프트 페이퍼(kraft paper) 또는 크라프트(kraft)는 크라프트법에서 생산된 화학 펄프로 생산된 종이 또는 판지이다.
색 크라프트지(sack kraft paper)는 강도와 내구성이 요구되는 제품을 포장하기 위해 고안된 높은 탄성과 높은 인열 저항성을 지닌 다공성 크라프트지이다.
크라프트법으로 생산된 펄프는 다른 펄프화 공정으로 생산된 펄프보다 강하다. 산성 아황산염 공정은 셀룰로오스를 더욱 분해하여 섬유질을 약화시키고, 기계적 펄프화 공정은 대부분의 리그닌을 섬유질과 함께 남기는 반면, 크라프트 펄프화는 원래 목재에 존재하는 대부분의 리그닌을 제거한다. 낮은 리그닌은 종이의 강도를 높이는 데 중요하다. 리그닌의 소수성 특성이 섬유의 셀룰로오스(및 헤미셀룰로스) 사이의 수소 결합 형성을 방해하기 때문이다.
크라프트 펄프는 다른 목재 펄프보다 어둡지만 표백하면 매우 흰색의 펄프를 만들 수 있다. 완전 표백된 크라프트 펄프는 강도, 백색도 및 황변 저항성이 중요한 고품질 종이를 만드는 데 사용된다.

## 같이 보기
- 골판지
- 종이 가방
- 황산지